# Boerewors

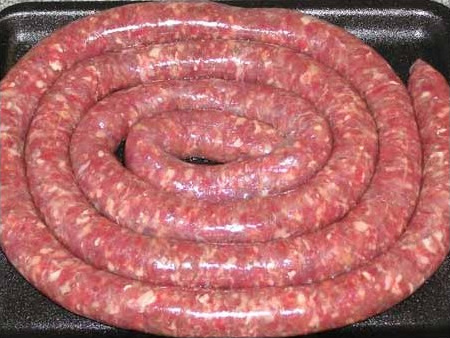
Rohe Boerewors

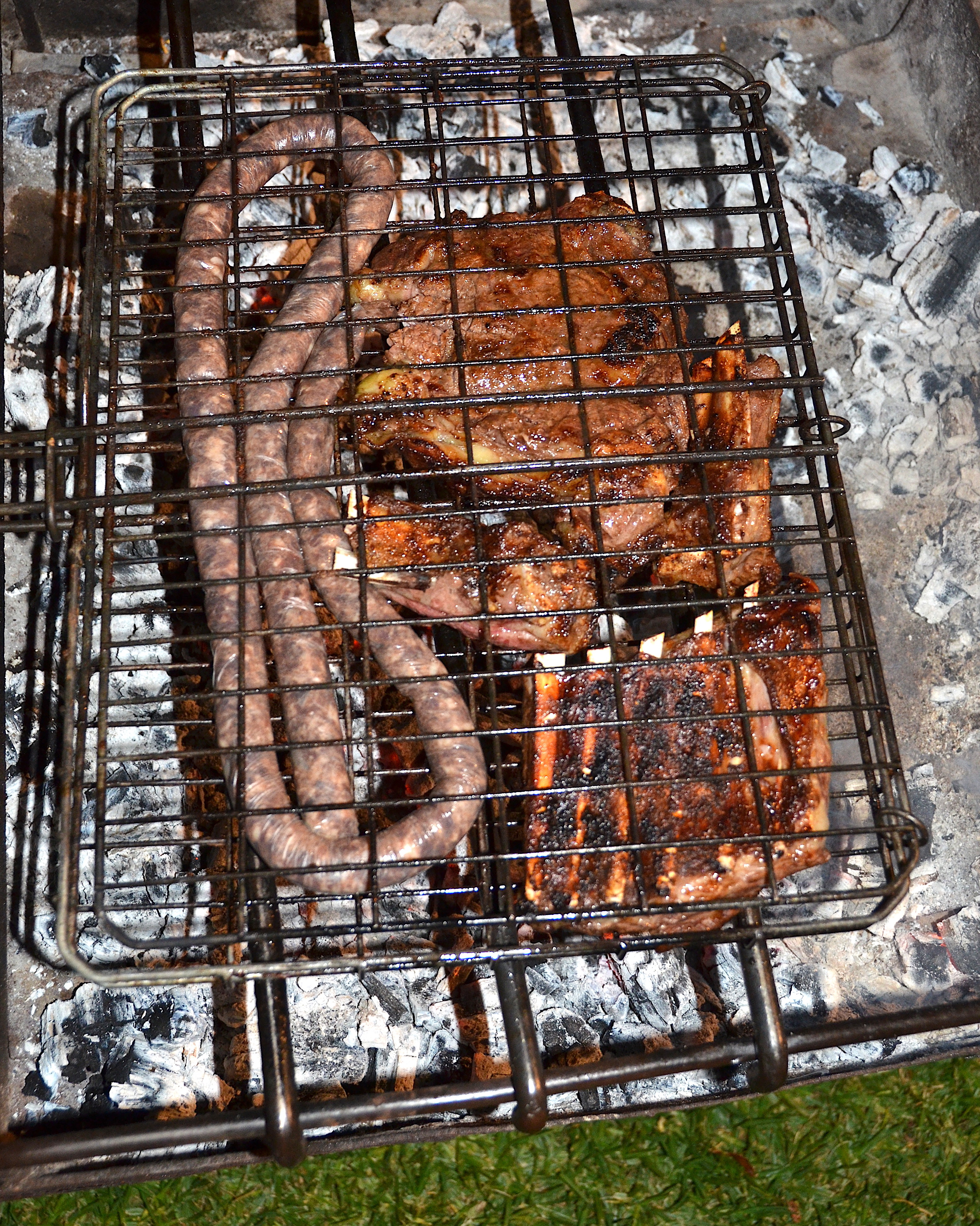
Gegrillte Boerewors, Kotelett und Lammkarree

Boerewors (Afrikaans für Bauernwurst) ist eine zu einer großen Schnecke aufgerollte Grill- beziehungsweise Bratwurst. Sie besteht klassischerweise aus fein gehacktem Rind-, Schweine- und Wildfleisch (zum Beispiel Antilopen, Zebra) und wird kräftig gewürzt, unter anderem mit Thymian, Koriander und Muskatnuss. Die Zusammenstellung einer Boerewors ist in Südafrika seit 1990 gesetzlich geregelt.
Die Boerewors ist ein wichtiger Bestandteil eines typischen südafrikanischen bzw. namibischen Grillessens, des Braais.
Eine typische Kombination wäre Boerewors, Mielie pap (Maisbrei) und Chakalaka (scharfe Würzsauce).

## Trivia
In Südafrika und Namibia wird vom Einzelhandelskonzern Shoprite-Checkers alljährlich im Rahmen des Wettbewerbs Championship Boerewors bzw. Champion Boerewoes die beste Boerewors des Jahres prämiert. Diese wird daraufhin bis zur nächsten Preisverleihung in den Geschäften des Konzerns zum Verkauf angeboten.